# チャンプ・ラグビー
チャンプ・ラグビー（Champ Rugby）は、イングランドにおけるラグビーユニオンクラブリーグの2部大会。イングランドラグビー協会ことラグビー・フットボール・ユニオン（RFU）が統括・運営している。
2009-10シーズンから2024-25シーズンまでの大会名は「RFUチャンピオンシップ（RFU Championship）」だった。ブランド再構築により、2025-26シーズンから大会名および参加チーム数が刷新された。

## 概要
1987年に、上位大会（後の「プレミアシップ（Premiership Rugby）」「プレム・ラグビー（Prem Rugby）」）などと共に発足した。ホーム・アンド・アウェー方式の総当り戦を行う。
原則として、優勝チームは上位大会プレミアシップ（プレム）へ昇格し、最下位チームは下位大会「ナショナル・リーグワン（National League One）」へ降格する。
2021-22シーズンから4年連続で、優勝チームは昇格していない。グラウンド収容人数と安全基準の要件を満たしていないことが、その理由となっている。
2025-26シーズンから大会名を「チャンプ・ラグビー（Champ Rugby）」に変更。2チーム増やし、14チームで開催する。ホームとアウェイを変えて26ラウンドを対戦。新たにプレーオフを設け、上位6チームでトーナメント戦を行う。優勝チームはグラウンド収容人数と安全基準の要件が満たしている場合、上位大会プレム・ラグビー（プレミアシップ）へ昇格する。

## 出場チーム
2025-26シーズン：14チーム
| チーム                             | スタジアム                   | 収容人数        | 本拠地, 地域                           | 前シーズン順位          |
| ---------------------------------- | ---------------------------- | --------------- | -------------------------------------- | ----------------------- |
| イーリング・トレイルファインダーズ | Trailfinders Sports Ground   | 5,000 (2,115席) | West Ealing, ロンドン                  | 優勝                    |
| ベッドフォード・ブルーズ           | Goldington Road              | 5,000 (1,700席) | Bedford, ベッドフォードシャー          | 2位                     |
| コーニッシュ・パイレーツ           | Mennaye Field                | 4,000 (2,200席) | ペンザンス, コーンウォール             | 3位                     |
| ドンカスター・ナイツ               | Castle Park rugby stadium    | 5,183 (1,926席) | ドンカスター, サウス・ヨークシャー     | 4位                     |
| ハートプリー大学RFC                | Hartpury Stadium             | 2,000           | Hartpury, グロスタシャー               | 5位                     |
| コヴェントリー                     | Butts Park Arena             | 5,250 (3,000席) | コヴェントリー, ウェスト・ミッドランズ | 6位                     |
| ノッティンガムRFC                  | Lady Bay Sports Ground       | 3,700           | ノッティンガム, ノッティンガムシャー   | 7位                     |
| アンプティル                       | Dillingham Park              | 3,000           | Ampthill, ベッドフォードシャー         | 8位                     |
| ロンドン・スコティッシュFC         | Athletic Ground              | 4,500 (1,000席) | リッチモンド, ロンドン                 | 9位                     |
| チンノーRFC                        | Kingsey Road                 | 2,500           | Thame, オックスフォードシャー          | 10位                    |
| カルディRFC                        | Paton Field                  | 4,000           | Thurstaston, ウィラル, マージーサイド  | 11位                    |
| ケンブリッジRUFC                   | Grantchester Road            | 2,200 (200席)   | ケンブリッジ, ケンブリッジシャー       | 12位(最下位)            |
| リッチモンド                       | Athletic Ground, Richmond    | 4,500 (1,000席) | リッチモンド, ロンドン                 | ナショナルリーグ1で優勝 |
| ウースター・ウォリアーズ           | シックスウェイズ・スタジアム | 12,750          | ウスター, ウスターシャー               | 新規参加                |

## 関連大会
|                   | ヨーロッパ6か国 および 南アフリカ共和国 ほか ・ |                                            |                                            |                                                                         | |
| 上位大会          | ヨーロピアンラグビー・チャンピオンズカップ      | ヨーロピアンラグビー・チャンピオンズカップ | ヨーロピアンラグビー・チャンピオンズカップ | ヨーロピアンラグビー・チャンピオンズカップ                              | ヨーロピアンラグビー・チャンピオンズカップ                                                                             |
| 下位大会          | EPCRチャレンジカップ                            | EPCRチャレンジカップ                       | EPCRチャレンジカップ                       | EPCRチャレンジカップ                                                    | EPCRチャレンジカップ                                                                                                   |
|                   |                                                 |                                            |                                            |                                                                         | |
|                   | イングランド                                    | フランス                                   |                                            | アイルランド・スコットランド・ウェールズ・イタリア・南アフリカ共和国 ・ | アイルランド・スコットランド・ウェールズ・イタリア・南アフリカ共和国 ・                                                |
| 1部大会           | プレム・ラグビー (旧 プレミアシップ・ラグビー)  | トップ14                                   | ユナイテッド・ラグビー・チャンピオンシップ | ユナイテッド・ラグビー・チャンピオンシップ                              | |
|                   |                                                 |                                            |                                            |                                                                         | |
| 2部大会           | チャンプ・ラグビー (旧 RFUチャンピオンシップ)   | プロD2                                     |                                            | 各 国内リーグ                                                           | オールアイルランド・リーグ、 スコティッシュ・プレミアシップ、 スーパーラグビー・カムリ、 セリエAエリート、カリーカップ |
| 3部大会           | ナショナルリーグ1                               | シャンピオナ・フェデラル・ナシオナル       |                                            | 各 国内リーグ                                                           | オールアイルランド・リーグ、 スコティッシュ・プレミアシップ、 スーパーラグビー・カムリ、 セリエAエリート、カリーカップ |
| 4部大会           | ナショナルリーグ2                               | シャンピオナ・フェデラル・ナシオナル2      | 各国 下位リーグ                            | 略                                                                      | |
| 5/6部大会         | リージョナル1/2                                 | 略                                         | 各国 下位リーグ                            | 略                                                                      | |
| 7/8/9/10/11部大会 | カウンティーズ1/2/3/4/5                         | 略                                         | 各国 下位リーグ                            | 略                                                                      | |

## 歴史

### 1987年：National Division Two
1987-88シーズンに、イングランドにおけるラグビーユニオンの初めてのクラブトップリーグとして、以下の3つのレベルの大会が創設された。ビール会社Courage Breweryが冠スポンサーとなったため、いずれも大会名に「カーリッジリーグ（Courage League）」がつく。
- 1部大会（12チーム）：「ナショナル・ディビジョン1（National Division One）」- 後のプレミアシップ（Premiership）。
- 2部大会（12チーム）：「ナショナル・ディビジョン2（National Division Two）」- 後のRFUチャンピオンシップ
- 3部大会（14チーム）：「ナショナル・ディビジョン3（National Division Three）」- 後のナショナル・リーグワン（National League One）

初回は、ベッドフォード、ブラックヒース、ニューカッスル、ヘディングリー、リヴァプール、ロンドン・アイリッシュ、ロンドン・スコティッシュ、ロンドン・ウェルシュ、ノーサンプトン、リッチモンド、ロズリンパーク、サラセンズが参加。上位2チーム（ロズリンパークとリヴァプール）が、上位大会11位・12位に代わって、翌シーズンで昇格した。

### 1997-98シーズンから：Premiership Two
1997-98シーズンから、冠スポンサーが保険会社Allied Dunbarに変わり、大会名が「アライド・ダンバー・プレミアシップ2（Allied Dunbar Premiership Two）」となる。3つの大会はそれぞれ「Premiership（またはPremiership 1）」「Premiership 2」「Premiership 3」と区別される。
2000-01シーズンから、大会名が「ナショナル・ディビジョン1（National Division One）」となり、下位3部大会は「ナショナル・ディビジョン2（National Division Two）」となる。

### 2001-02シーズン：初めての昇格不可
2001-02シーズンで優勝したロザラムは、上位大会（プレミアシップ）のスタジアム収容能力基準などを満たせず、初めて昇格できなかった。

### 2009-10シーズンから：RFU Championship
2009–10シーズンから、上位大会「プレミアシップ」に準じる プロ大会として、「RFUチャンピオンシップ（RFU Championship）」に刷新され、4チームが下部3位大会へ移籍した。下位3部大会は「ナショナル・リーグワン（National League One）」となる。
2013-14シーズンから2020-21シーズンまでの8季にわたり、RFUチャンピオンシップに冠スポンサーがつき、正式大会名は「グリーンキングIPAチャンピオンシップ（Greene King IPA Championship）」という。グリーンキングはビール醸造会社で、IPAは「インディア・ペール・エール（India Pale Ale）」という同社が販売するビールのブランド名である。
2017-18シーズンから2019-20シーズンまでの3季は、プレーオフが行われず、リーグ戦での勝ち点により、優勝（および プレミアシップへの自動昇格）が決まった。

### 2020年から：感染症流行の影響
新型コロナウイルス感染症の世界的流行により、2019-20シーズンは予定より早く終了。最終順位は「ベストプレー記録方式（best playing record formula）」に基づいて決定され、1位は昇格、12位は降格となった。
2020-21シーズンは例年より5か月ほど遅れた2021年3月6日に始まり、6月20日に終了。11チームがホームかアウェイで1回のみで 全10試合を行い、プレーオフは上位2チームのみで2試合行った。下位大会が中止となったため、降格は無かった。上位大会「プレミアシップ」からの降格は、2020-21シーズンから2022-23シーズンまで3年にわたり停止された。

### 2022年から：昇格基準の壁
2021-22シーズンから2023-24シーズンまでの3季において、プレーオフを行わず、リーグ戦の勝ち点で優勝・準優勝を決めた。優勝チームにはプレミアシップへの昇格資格が与えられるが、下記のように、いずれも昇格できなかった。
2021–22シーズンから、感染症対策以前のフォーマットに戻り、ホームとアウエーを変えた総当たり戦で、11チームがそれぞれ20試合を行った。イーリング・トレイルファインダーズが優勝したが、スタジアム収容人数基準（10,000人以上）を満たせず「プレミアシップ」への昇格ができなかった。
2022-23シーズンでは4月にジャージー・レッズが優勝したが、スタジアム収容人数基準を満たせず、プレミアシップへの昇格ができなかった。同チームは9月に経営破綻し、解散した。
2023-24シーズンで、イーリング・トレイルファインダーズが優勝。スタジアム収容人数基準と安全基準の遵守条件を満たせず、「プレミアシップ」への昇格が再度できなかった。
2024-25シーズンで、イーリング・トレイルファインダーズが連覇。しかしプレミアシップの基準を満たせず、チームとしては3回目、リーグとしては4年連続で、昇格できなかった。

### 2025年：チャンプ・ラグビー
2025-26シーズンから大会名を「チャンプ・ラグビー（Champ Rugby）」に変更。2チーム増やし、14チームで開催する。2024-25ナショナルリーグ1の優勝チームであるリッチモンドと、プロラグビーに復帰するウスター・ウォリアーズが加わる。ホームとアウェイを変えて26ラウンドを対戦。リーグ戦の上位6チームが、プレーオフ（ノックアウトトーナメント）を行う。優勝チームは、グラウンド収容人数などを満たしている場合、上位大会（プレミアシップ）へ昇格する。

## 歴代優勝・準優勝クラブ
▲　 は自動昇格。 　★　 はプレーオフの結果による昇格。
 　●　 は、優勝したが 上位大会のスタジアム基準を満たせず、昇格が認められなかったチーム。
| シーズン | 出場クラブ数 | 優勝                                | 準優勝                             | 大会名                                        | プレーオフ出場数 | 備考/出典                           |
| -------- | ------------ | ----------------------------------- | ---------------------------------- | --------------------------------------------- | ---------------- | ----------------------------------- |
| 1987-88  | 12           | ロズリンパーク▲                     | リヴァプール・セント・ヘレンズ▲    | Courage League National Division Two          | 無し             | [ 7 ]                               |
| 1988-89  | 12           | サラセンズ▲                         | ベッドフォード▲                    | Courage League National Division Two          | 無し             |                                     |
| 1989-90  | 12           | ノーサンプトン▲                     | リヴァプール・セント・ヘレンズ▲    | Courage League National Division Two          | 無し             |                                     |
| 1990-91  | 13           | ラグビー▲                           | ロンドン・アイリッシュ▲            | Courage League National Division Two          | 無し             |                                     |
| 1991-92  | 13           | ロンドン・スコティッシュ▲           | ウェストハートルプール▲            | Courage League National Division Two          | 無し             |                                     |
| 1992-93  | 13           | ニューカッスル・ゴスフォース▲       | ウォータールー                     | Courage League National Division Two          | 無し             |                                     |
| 1993-94  | 10           | セール▲                             | ウェストハートルプール▲            | Courage League National Division Two          | 無し             |                                     |
| 1994-95  | 10           | サラセンズ▲                         | Wakefield RFC                      | Courage League National Division Two          | 無し             |                                     |
| 1995-96  | 10           | ノーサンプトン▲                     | ロンドン・アイリッシュ▲            | Courage League National Division Two          | 無し             |                                     |
| 1996-97  | 12           | リッチモンド▲                       | ニューカッスル▲                    | Courage League National Division Two          | 2                | 3位と4位が上位大会チームと入替戦    |
| 1997-98  | 12           | ベッドフォード▲                     | ウェストハートルプール▲            | Allied Dunbar Premiership Two                 | 無し             |                                     |
| 1998-99  | 14           | ブリストル▲                         | ロザラム                           | Allied Dunbar Premiership Two                 | 無し             |                                     |
| 1999-00  | 14           | ロザラム▲                           | リーズ・タイクス                   | Allied Dunbar Premiership Two                 | 無し             |                                     |
| 2000-01  | 14           | リーズ・タイクス▲                   | ウスター                           | National Division One                         | 無し             |                                     |
| 2001-02  | 14           | ロザラム●                           | ウスター                           | National Division One                         | 無し             | [ 11 ] [ 12 ]                       |
| 2002-03  | 14           | ロザラム▲                           | ウスター                           | National Division One                         | 無し             |                                     |
| 2003-04  | 14           | ウスター▲                           | オレル                             | National Division One                         | 無し             |                                     |
| 2004-05  | 14           | ブリストル▲                         | エクセター                         | National Division One                         | 無し             |                                     |
| 2005-06  | 14           | ハーレクインズ▲                     | ベッドフォード・ブルーズ           | National Division One                         | 無し             |                                     |
| 2006-07  | 16           | リーズ・タイクス▲                   | アース・ティタンズ                 | National Division One                         | 無し             |                                     |
| 2007-08  | 16           | ノーサンプトン・セインツ▲           | エクセター・チーフス               | National Division One                         | 無し             |                                     |
| 2008-09  | 16           | リーズ・タイクス▲                   | エクセター・チーフス               | National Division One                         | 無し             |                                     |
| 2009-10  | 12           | エクセター・チーフス★               | ブリストル                         | RFU Championship                              | 8                |                                     |
| 2010-11  | 12           | ウスター・ウォリアーズ★             | ベッドフォード・ブルーズ           | RFU Championship                              | 8                |                                     |
| 2011-12  | 12           | ロンドン・ウェルシュRFC★            | ブリストル                         | RFU Championship                              | 8                |                                     |
| 2012-13  | 12           | ニューカッスル・ファルコンズ★       | ブリストル                         | RFU Championship                              | 4                |                                     |
| 2013-14  | 12           | ロンドン・ウェルシュRFC★            | ドンカスター・ナイツ               | RFU Championship Greene King IPA Championship | 4                |                                     |
| 2014-15  | 12           | ウスター・ウォリアーズ★             | ヨークシャー・カーネギー           | RFU Championship Greene King IPA Championship | 4                |                                     |
| 2015-16  | 12           | ブリストル★                         | イーリング・トレイルファインダーズ | RFU Championship Greene King IPA Championship | 4                |                                     |
| 2016-17  | 11           | ロンドン・アイリッシュ★             | イーリング・トレイルファインダーズ | RFU Championship Greene King IPA Championship | 4                |                                     |
| 2017-18  | 12           | ブリストル▲                         | イーリング・トレイルファインダーズ | RFU Championship Greene King IPA Championship | 無し             | [ 28 ]                              |
| 2018-19  | 12           | ロンドン・アイリッシュ▲             | イーリング・トレイルファインダーズ | RFU Championship Greene King IPA Championship | 無し             |                                     |
| 2019-20  | 12           | ニューカッスル・ファルコンズ▲       | イーリング・トレイルファインダーズ | RFU Championship Greene King IPA Championship | 無し             | [ 16 ] [ 17 ]                       |
| 2020-21  | 11           | サラセンズ★                         | イーリング・トレイルファインダーズ | RFU Championship Greene King IPA Championship | 2                | 上位2チームで昇格をかけたプレーオフ |
| 2021-22  | 11           | イーリング・トレイルファインダーズ● | ドンカスター・ナイツ               | RFU Championship                              | 無し             | [ 21 ] [ 26 ]                       |
| 2022-23  | 12           | ジャージー・レッズ●                 | イーリング・トレイルファインダーズ | RFU Championship                              | 無し             | [ 22 ]                              |
| 2023-24  | 11           | イーリング・トレイルファインダーズ● | コーニッシュ・パイレーツ           | RFU Championship                              | 無し             | [ 24 ] [ 30 ]                       |
| 2024-25  | 12           | イーリング・トレイルファインダーズ● |                                    | RFU Championship                              | 無し             | [ 27 ]                              |
| 2025-26  | 14           |                                     |                                    | Champ Rugby                                   | 6                | [ 2 ]                               |
| シーズン | 出場クラブ数 | 優勝                                | 準優勝                             | 大会名                                        | プレーオフ出場数 | 備考/出典                           |